# За вярата българска
„За вярата българска“ е предаване на телевизия СКАТ с водещ Боян Саръев. То е единственото православно-публицистично предаване в българския ефир. В него се провежда се дискусия на живо с гости в студиото и осъществяване на пряка телефонна връзка със зрители. Разглеждат се различни актуални явления от страната и чужбина през призмата на православието. Целите на екипа са просветителски. Като православни християни, всички работещи „За вярата българска“ са единодушни, че трябва да се акцентира на онези събития, които по пряк или косвен начин засягат православието и страната.
Гости на предаването са били български митрополити и свещеници, научни работници, издатели, експерт-богослови, писатели, журналисти. Сред събеседниците можем да откроим митрополитите Кирил и Николай, Ректорът на Софийската духовна семинария еп. Сионий, деканът на Богословския факултет доц. д-р Емил Трайчев, преподавателят по нравствено богословие проф. д-р Димитър Киров, доц. Димитър Димитров, Директорът на НИМ проф. Божидар Димитров, проф. Николай Овчаров, директорът на Института по история към БАН проф. Георги Марков, директорът на Църковноисторическия и архивен институт при Българската Патриаршия ст.н.с. Христо Темелски, член кореспондентът на БАН проф. Стоян Михайлов, Директорът на Националния църковен историко-археологически музей Никола Хаджиев, д-р Антонина Кардашева, Преподавателят по Нов завет в Софийската духовна семинария Иван Николов и други.
Предаването се излъчва веднъж на две седмици, от 8:30 часа в неделя, с продължителност един час.